# Star Trek/X-Men
 (mai 2019).
Star Trek/X-Men est un comic crossover entre les univers X-Men et Star Trek sorti en 1996.

## Historique de la publication
Publié par Marvel Comics dans le cadre de sa marque éphémère Paramount Comics, le livre raconte la première rencontre entre le capitaine James T. Kirk et l'équipage de l'Enterprise (pendant la mission de cinq ans de la série originale) et les membres des X-Men, qui ont traversé une faille dimensionnelle à la poursuite du mutant Proteus. L'illustration a été réalisée par Marc Silvestri, ainsi que par plusieurs autres artistes de son studio, Top Cow Productions. Il s'agit de la première bande dessinée Star Trek publiée par Marvel pour la ligne Paramount Comics, et elle contient des aperçus de plusieurs des séries suivantes.

## Résumé de l'intrigue
De retour sur la planète Delta Vega, où sont morts le capitaine Gary Mitchell et le docteur Elizabeth Dehner, le capitaine Kirk et l'équipage de l'Enterprise rencontrent une faille d'énergie psionique dans l'espace, à travers laquelle voyage un vaisseau de conception shi'ar. Le vaisseau est rapidement détruit par l'anomalie spatiale, mais pas avant que Spock ne détecte qu'il transportait sept formes de vie de nature « quasi-humaine ». Un second vaisseau shi'ar, plus grand, passe par la brèche et lance un projectile inhabituel sur l'Enterprise : Le Gladiateur de la Garde Impériale Shi'ar, qui avertit l'Enterprise de s'éloigner de la planète, enfonce le clou en frappant les boucliers déflecteurs du vaisseau, causant ainsi quelques dommages réels au vaisseau. (« Est-ce qu'il vient de... frapper mon vaisseau ? » s'exclame Kirk).
Pendant ce temps, les sept membres d'équipage du vaisseau détruit se révèlent être des membres des X-Men - Cyclope, Wolverine, Jean Grey, Beast, Storm, Gambit et Bishop - qui ont réussi à se téléporter sur l'Enterprise avant la destruction de leur propre vaisseau, bien qu'ils se cachent pour éviter d'être détectés. Alors que le Dr McCoy découvre Beast et Storm en train d'emmener Gambit à l'infirmerie pour qu'il soit soigné, Spock a senti la présence des X-Men à bord et affronte les membres restants, engageant le combat avec Wolverine et l'endormant quelques instants avec le pincement des nerfs vulcain. Les X-Men et l'équipage de l'Enterprise règlent rapidement leurs différends et se rencontrent pour discuter du but du voyage des mutants dans ce qu'ils supposent être un univers alternatif : eux et l'autre vaisseau Shi'ar, commandé par le renégat Deathbird, traquent la conscience du puissant mutant Proteus, qui modifie la réalité, a voyagé à travers la faille jusqu'à Delta Vega et a réanimé le corps du lieutenant Mitchell, qui avait développé des pouvoirs similaires dans les jours qui ont précédé sa mort.
En se téléportant sur la planète, les X-Men et l'équipage de l'Enterprise découvrent deux choses : premièrement, que la surface a été transformée pour ressembler à un village écossais, et deuxièmement, que Deathbird et la Garde Impériale les ont devancés et ont offert à Proteus/Mitchell l'utilisation de leur vaisseau en échange de l'établissement d'une alliance. Pendant que Wolverine, Cyclope, Gambit, Storm et les membres de l'équipage de l'Enterprise combattent la Garde Impériale et la forme physique de Proteus, Jean Grey et le Capitaine Kirk font appel psioniquement à la conscience restante de Mitchell et déterminent que le seul moyen de gagner est, une fois de plus, de tuer la forme physique de Mitchell. Beast, Spock et M. Scott construisent un moyen de diriger l'énergie des phaseurs de l'Enterprise à travers les pouvoirs de canalisation d'énergie de Bishop, et cela, combiné avec les propres phaseurs de l'équipage et les pouvoirs des X-Men, réussit à mettre fin à l'existence de l'entité Proteus/Mitchell..
La bataille terminée, les X-Men réquisitionnent le vaisseau de la Garde Impériale et rentrent chez eux par la brèche, exprimant leur bonheur d'avoir connu une multitude de futurs alternatifs et d'en avoir finalement rencontré un qui semblait porteur d'espoir.

## Séquelles
Les membres des X-Men rencontreront l'équipage de l'Enterprise du capitaine Picard dans Star Trek : The Next Generation/X-Men #1 et dans le roman Planet X.